# Isabel López Calderón
Isabel López Calderón (Sevilla) es una bióloga, genetista y divulgadora española.

## Trayectoria
Nació en Sevilla, hija de médicos. Se licenció en Biología por la Universidad de Sevilla. Posteriormente,  realizó su tesis doctoral en genética de levaduras bajo la dirección del genetista español Enrique Cerdá Olmedo y se doctoró en 1979 con la tesis titulada “Mutación y comutación inducidas por nitrosoguanidina en la levadura ‘Saccharomyces cerevisiae’”, que obtuvo el Premio Extraordinario.
En 1980, gracias a una beca de la Fundación Juan March, continuó su formación en la Universidad de California en Berkeley, en Estados Unidos. Regresó un par de años después a la Universidad de Sevilla, donde se incorporó al cuerpo docente, llegando a ser catedrática de Genética antes de su jubilación. A lo largo de su carrera, combinó la docencia con la investigación en microbiología, dirigiendo 8 tesis doctorales, participando en 28 proyectos de investigación y contribuyendo a la publicación de numerosos artículos científicos.
Además de sus contribuciones académicas y científicas, López ha ocupado varios cargos administrativos, incluyendo el de vicedecana de la Facultad de Biología y directora del Departamento de Genética. También ha sido miembro del Consejo de Gobierno de la Universidad de Sevilla, así como miembro electo de la Junta de la Facultad de Biología y del Claustro Universitario, roles que desempeñó durante varias décadas.
Su labor docente se ha centrado en la genética molecular, la genética general, la ética y el comportamiento responsable en la ciencia. Además, ha dedicado esfuerzos significativos a la divulgación científica, participando en foros de todo tipo para explicar al público la importancia y el impacto de la ciencia. En su faceta solidaria, es vocal del Comité de Andalucía de UNICEF.
Sus investigaciones se han centrado principalmente en las levaduras, estudiando su aplicación tanto en ciencia básica como aplicada, incluyendo la optimización de procesos para la producción de alimentos y bebidas fermentadas. Su trabajo ha incluido tanto técnicas genéticas convencionales como de ingeniería genética. 
Como divulgadora, explica que hay un sexo biológico y otro conductual, y que las hormonas afectan a esas conexiones.

## Obra
- 2017 – Cuestión de sexo. Qué dice la biología acerca de la determinación sexual en humanos. Universidad de Sevilla. ISBN 9788447219414.

- 2021 – Genes: escribiendo el guion de la vida. VVAA. ISBN 978-8417547622.[8]